# BRP Sierra Madre
USS LST-821, přejmenovaná na USS Harnett County (LST-821/AGP-281), je tanková výsadková loď postavená pro námořnictvo Spojených států během druhé světové války. Byla pojmenována podle okresu Harnett County v Severní Karolíně. Námořnictvu Spojených států sloužila ve druhé světové válce a válce ve Vietnamu. Poté se stala součástí námořnictva Jižního Vietnamu, které ji pojmenovalo RVNS My Tho (HQ-800).
Po vietnamské válce byla loď převedena do filipínského námořnictva, které jí dalo název BRP Sierra Madre (LT-57) po stejnojmenném filipínském pohoří. V roce 1999 ji filipínská vláda úmyslně nechala najet na mělčinu na Spratlyho ostrovech, kde slouží jako základna filipínské námořní pěchoty k prosazování filipínské suverenity ve sporu s Čínou o vlastnictví Spratlyho ostrovů.

## Námořnictvo Spojených států
Stavbu USS LST-821 zahájila 19. září 1944 v Evansville v Indianě firma Missouri Valley Bridge & Iron Company. Loď byla spuštěna 27. října 1944 a uvedena do provozu 22. listopadu 1944.

### Druhá světová válka
Za 2. světové války byla loď přidělena k asijsko-pacifického regionu, kde přepravovala zásoby mezi západopacifickými přístavy jako Eniwetok, Okinawa, Iejima, Ulithi a Guam před plánovanou invazí na japonské ostrovy. Od 11. prosince 1945 se plavila zpět do Spojených států, kde byla vyřazena z provozu.

### Vietnamská válka

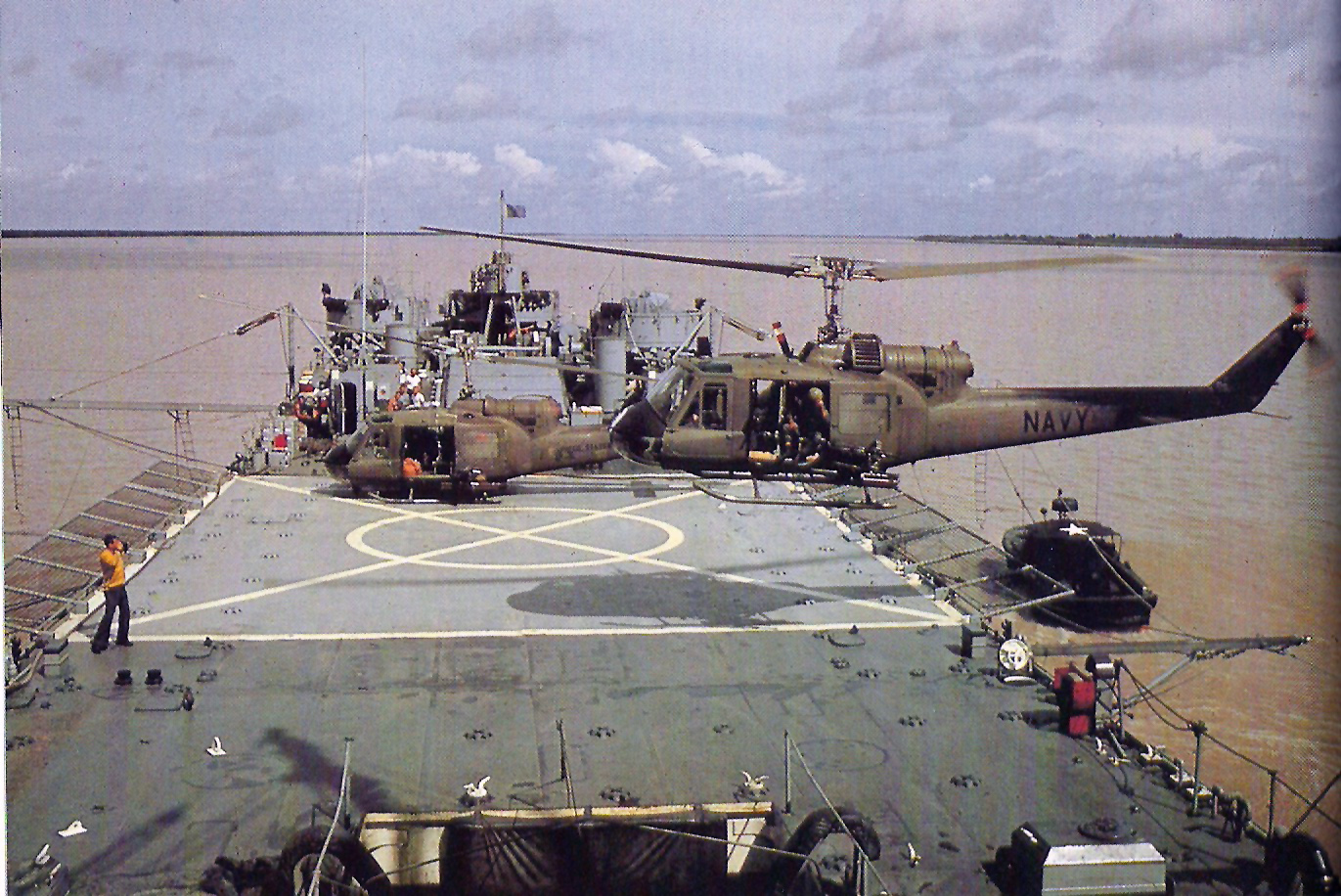
Bell UH-1E přistává v říjnu 1967 na palubě Harnett County v deltě Mekongu.

Znovu uvedena do provozu byla 20. srpna 1966 v kalifornské loděnici Mare Island Navy Yard. Spolu s ostatními tankovými výsadkovými loděmi Garrett County, Hunterdon County a Jennings County se během vietnamské války stala plovoucí základnou v deltě Mekongu. Byla vybavena přistávací plochou a zařízením pro údržbu vrtulníků UH-1B Seawolf, kotvením pro hlídkové čluny (PBR) a modernějším komunikačním vybavením. Dne 12. října 1970 byla loď na Guamu vyřazena z provozu.

## Námořnictvo Vietnamské republiky
Spojené státy převedly 12. října 1970 Harnett County v rámci Programu bezpečnostní pomoci na vietnamské námořnictvo. Loď byla přejmenována na RVNS My Tho (HQ-800). Až do dubna 1975 sloužila dál v říční válce. Tehdy byl již pád Saigonu považován za nevyhnutelný.
Loď byla tehdy plně naloženo více než 3 000 uprchlíky z města a vyplula po řece k moři. Připojila se k flotile dalších jihovietnamských lodí, aby se setkala s eskortním torpédoborcem USS Kirk. Situace na palubě byla zoufalá, docházelo jídlo i lékařský materiál. Uprchlíci se vylodili v Subic Bay na Filipínách. Výměnou za pomoc při ukrývání Vietnamců z jihu Spojené státy zprostředkovaly dohodu, podle níž všechny provozuschopné lodě, kotvící v zálivu Subic Bay, přešly do vlastnictví Filipín.

## Filipínské námořnictvo
Loď kotvila v Subic Bay téměř rok. Filipínské námořnictvo ji oficiálně získalo 5. dubna 1976 a přejmenovalo ji na BRP Dumagat (AL-57). Brzy poté byla přejmenována znovu, na BRP Sierra Madre (LT-57) podle filipínského pohoří. Loď zůstala v provozu až do 90. let.

### Spor o Spratlyho ostrovy

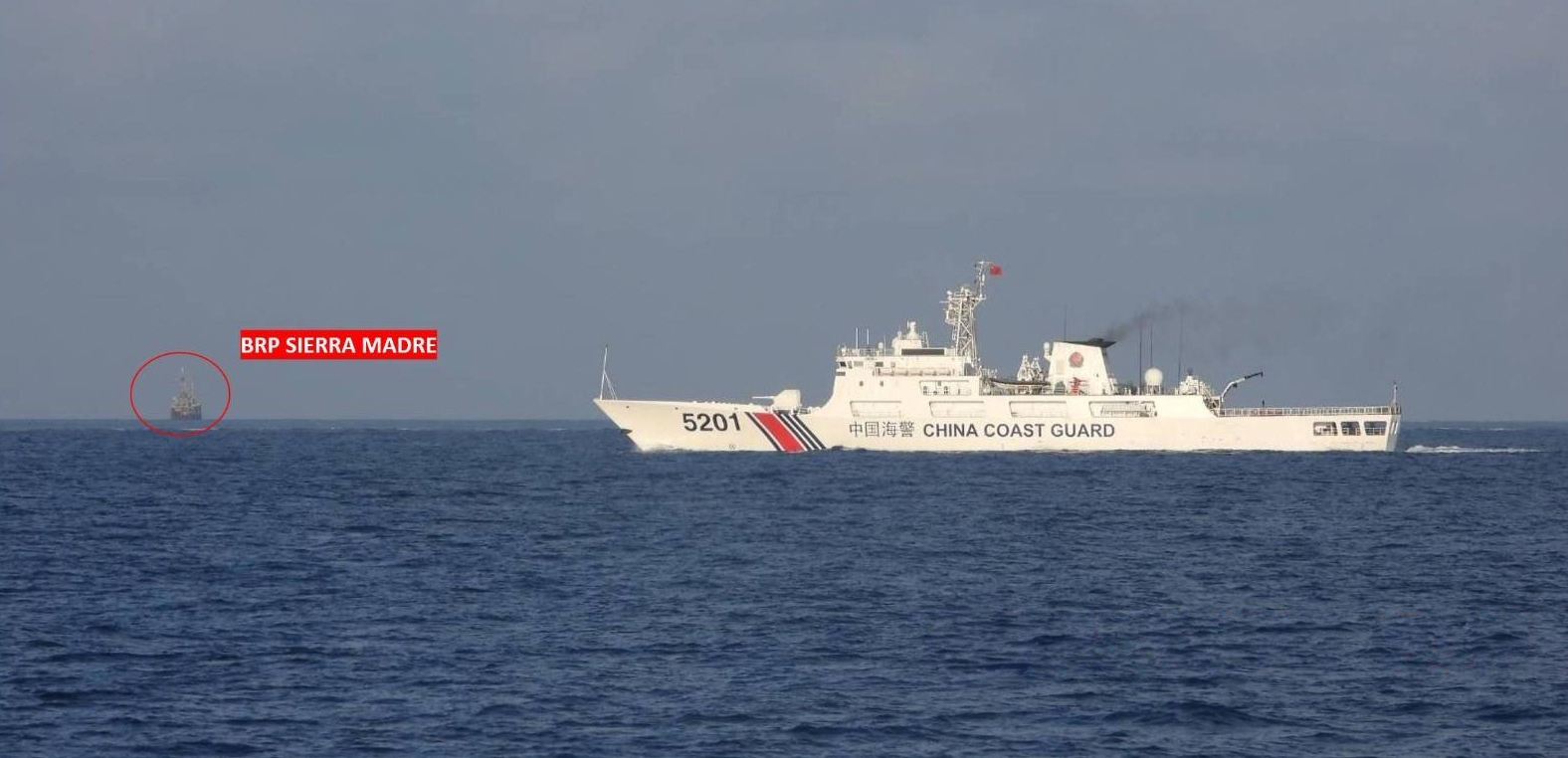
Kutr čínské pobřežní stráže plující v blízkosti plavidla Sierra Madre

V roce 1999 filipínské námořnictvo lodí úmyslně najelo na mělčinu Second Thomas Shoal na Spratlyho ostrovech, aby hájilo územní nároky země v této oblasti. Od té doby je na palubě Sierra Madre nepřetržitě jednotka filipínské námořní pěchoty. Čínská pobřežní stráž v oblasti často hlídkuje a komplikuje každoměsíční doplňování zásob a rotaci vojáků.
Sierra Madre je letitým působením mořské vody a slunce silně zrezavělá a není schopna znovu plout. Má však svou roli jako filipínská základna ve sporu o Spratlyho ostrovy.